# Шубинский, Николай Петрович
Николай Петрович Шубинский, Шубинской (3 октября 1853, Киев — 1921, Стамбул) — известный московский присяжный поверенный, крупный конезаводчик. Член Государственной думы III и IV созывов от Тверской губернии.

## Биография
Родился 3 (15) октября 1853 в Киеве. Происходил из потомственных дворян Тверской губернии Шубинских.
Окончил 1-ю Московскую гимназию и юридический факультет Московского университета (1875) со степенью кандидата прав. После окончания университета он поступил в помощники к известному юристу, адвокату Ф. П. Плевако.
Уже в начале своей адвокатской практики Н. П. Шубинский стал участвовать в политических и уголовных судебных процессах. Начало его популярности положили речи его по делам о рабочих беспорядках на фабриках (1886 и 1887 годы). Речь Шубинского в защиту сортировщика московского почтамта Кетхудова, обвинявшегося в похищении ценностей купца Кнопа и в сокрытии этого похищения путём подлога, вызвала против него упрёки в злоупотреблении словом. Последующие его речи уже отличались сдержанностью.
В 1887 году произошло крупное выступление рабочих на фарфорово-фаянсовой фабрике Кузнецова и защищать рабочих в Тверском окружном суде, заседавшем в городе Корчеве, взялся Шубинский. Перед судом предстало 43 человека, которых обвиняли в беспорядках. Результат его защиты — беспрецедентно мягкий, по тем временам, приговор: 27 подсудимых оправдали, 14 приговорили к тюремному заключению от 2 до 8 месяцев.
Помимо всего, Шубинский был землевладельцем и конезаводчиком. Им была унаследована родовая усадьба в селе Богоявленское Кашинского уезда, а также знаменитая усадьба Калабриево Калязинского уезда. Летом, вместе с женой, в окружении многочисленных их друзей и знакомых (виднейших представителей московской богемы) он проводил отдых в Калабриево. Здесь часто гостили артисты В. И. Качалов, И. М. Москвин, Ю. М. Юрьев.
В 1889 году семья Шубинских переехала в старинный особняк на Тверском бульваре. Посещение дома Шубинского и Ермоловой считалось престижным. К ним заходили Станиславский, Москвин, Качалов, Санин, Немирович-Данченко, Шаляпин.

## Политическая карьера и эмиграция

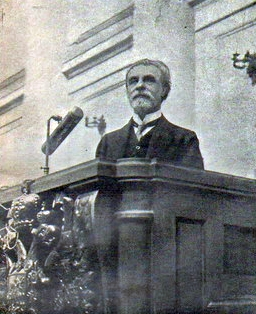
«Н. Шубинский выступает в Государственной Думе»

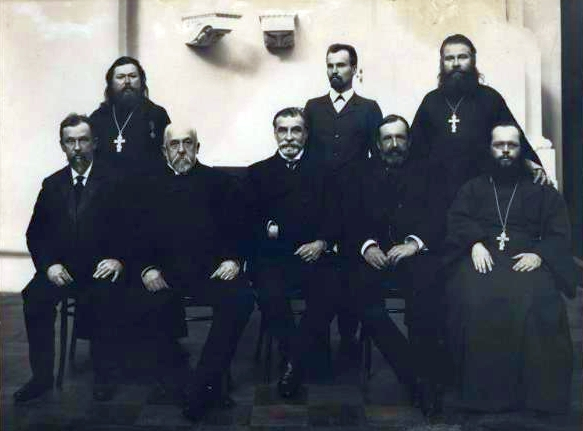
Депутаты Государственной Думы III созыва от Тверской губернии. Стоят: Н. И. Гумилин, П. П. Дворянинов, В. П. Куприянов; Сидят: И. И. Большаков, А. С. Паскин, Н. П. Шубинский, А. А. Лодыженский, А. И. Троицкий

Активное участие в общественной жизни и его личная гражданская позиция привели его уже в начале XX века в политику. Он стоял у самых истоков создания «Союза 17-го октября» и был одним из идеологов партии. Избирался членом Государственной думы третьего (1907—1912) и четвертого (1912—1917) созывов от Тверской губернии.
Но Октябрьская революция не принесла ему ничего. Ермолова первая в советской истории России получила звание Народной артистки Республики и Московский совет предоставил ей в пожизненное владение особняк на Тверском бульваре, но судьба Шубинского сложилась иначе — его имения были национализированы, имущество изъято. В 1918 году Н. П. Шубинский эмигрировал. Поселился в Константинополе, в январе 1921 года принимал участие в работе Константинопольского парламентского комитета, организованного бывшими членами Государственной думы и Государственного совета Российской империи. Умер в том же году в Константинополе (по различным источникам, в конце февраля или в апреле).

## Семья
На одной из вечеринок московской интеллигенции Шубинский познакомился со своей будущей женой — молодой артисткой Малого театра Марией Николаевной Ермоловой. В то время он учился на последнем курсе юридического факультета университета. В те годы был под надзором полиции, подвергался обыскам, не признавал властей. Однако через 7 лет Ермолова увлеклась другим. Их дочь, Маргарита вспоминала: «Между отцом и матерью была сложность их брака, который сделался фиктивным с тех пор, как мать влюбилась в П., а отец имел направо и налево любовные связи более или менее продолжительные». Ради дочери брак не распался. Упомянутый П. был профессор медицинского факультета Московского университета Константин Михайлович Павлинов.
20 июня 1880 года Шубинский купил у князя Константина Александровича Вяземского «…недвижимое имение, состоящее в Тверской губернии Корчевского уезда села Городище, что на Дубне, свободное от заселения крестьянами, с землею при деревне Ратмино и населенной деревни Козлаки». В 1881 продал ратминскую усадьбу купцу, выходцу из Калужской губернии, Сергею Никитовичу Ганешину по купчей крепости за 48 тысяч рублей.